# Nomaponny
Nomaponnyn (ja: 野間馬 ノマウマ) är en hästras av ponnytyp som härstammar från Japan. Rasen anses komma från de hästar som fördes till Japan från Kina och Mongoliet med koreanska fiskare för över 2 000 år sedan och dessa ponnyer är idag utvecklade till ca 8 olika raser bland annat Hokkaidoponnyn och Misakiponnyn och då även Nomaponnyn. Rasen är den minsta av de japanska ponnyraserna och är idag väldigt ovanlig med ca 75 hästar, vilket också gör den farligt utrotningshotad.   

## Historia
För över 2 000 år sedan fördes ett stort antal hästar till Japan från bland annat Kina, Korea och Mongoliet med koreanska fiskare. Många av dessa hästar var mongoliska vildhästar, även kallade Przewalskihästar. Även en del ökenhästar till exempel arabiska fullblod kan ha förts till Japan och förädlat hästarna något. 
Dessa hästar som fördes till Japan korsades på olika vis och avlades på olika ställen i Japan och idag räknar man dem som 8 olika hästraser som alla fått namn beroende på var de är uppfödda i landet. Nomaponnyn har fötts upp i Nomaregionen i Japan. 
Nomahästarnas utveckling började under 1600-talet med kejsaren Hisamatsu som uppmuntrade lokala bönder att föda upp hästar för att användas till krigföring. Bland annat avlades de riktigt små primitiva ponnyerna på ön som fungerade utmärkt som transporthäst bland bergen, där de hade lättare att komma fram än större och tyngre raser. Men Nomaponnyerna som var mycket små blev aldrig populära inom kriget och ersattes ofta till förmån för de andra, lite större japanska raserna. Många Nomaponnyer utavlades även med större hästar som importerats från Ryssland för att man skulle kunna ta vara på Nomaponnyns egenskaper, men i en större ponny. De minsta ponnyerna gavs till bönderna. De var mycket populära för sin primitiva styrka och den ringa storleken och det lugna temperamentet som gjorde dem lätthanterliga och utmärkta för att bruka jorden i de branta bergen. 
Nomaponnyerna växte i popularitet ända fram till 1800-talet då det beräknades finnas över 300 hästar, en enastående hög siffra för en sådan liten ras som enbart avlades fram av privata småjordbrukare. Men under mitten av 1800-talet blev det faktum att rasen inte fungerade inom krigföringen återigen deras öde. Under rysk-japanska kriget (1904-1905) blev det japanska kavalleriet chockade av de stora ryska hästarna som var helt överlägsna mot Japans mycket mindre ponnyer. Kejsaren beordrade nu uppfödare att importera större hästar som skulle användas både inom kriget och i aveln. För att skynda på processen startades Baseikyoku (Hästförmedlingen) som importerade hästar från Europa, bland annat engelska fullblod som senare även skulle leda till att galoppsporten blev mycket populär i Japan. Efter importerna satte kejsaren även upp en lag som gjorde det förbjudet att avla små ponnyer. Nomaponnyn överlevde enbart tack vare bönder och privata uppfödare som höll sig och sina ponnyer gömda i bergen. Men efter Andra världskriget ersatte även dessa sina ponnyer med traktorer. 
Under mitten av 1970-talet var Nomaponnyn kritiskt hotad med enbart 6 renrasiga ponnyer. Två av dem stod på ett zoo i Tobe och en hingst och tre ston återfanns hos en privat uppfödare som var fast beslutsam om att rädda ponnyn som han ansåg bar på ett viktigt historiskt arv. 1978 samlade man in dessa sex hästar för att starta ett intensivt avelsprogram. 
För att rädda rasen har de japanska myndigheterna klassat Nomaponnyerna som ett lokalt kulturellt och historiskt arv och satt ponnyerna under beskydd, vilket hjälpt rasen något. 1988 hade antalet växt till 27 och under början av 2000-talet till 75. Idag har stammen ökat något och det finns ca 84 renrasiga Nomaponnyer kvar (räknat 2008) på olika uppfödningar och man jobbar fortfarande på att bevara rasen och hitta ett användningsområde där de kan bli populära och fortsätta att växa stabilt.  

## Egenskaper
Nomaponnyn är den minsta av de 8 primitiva japanska ponnyerna med en mankhöjd på ca 110 cm. De är kompakta och har tydlig ponnykaraktär med ett stort, tungt huvud. Under vintrarna får de kraftig och tjock päls. 
Ponnyn används idag som ridponny för barn på ridskolor i området och i vissa skolor studerar man även hästarna i biologi och historia. 